# Ашбах (Француска)
Ашбах (фр. Aschbach) насеље је и општина у источној Француској у региону Алзас, у департману Доња Рајна која припада префектури Висембург.
По подацима из 2011. године у општини је живело 666 становника, а густина насељености је износила 154,17 становника/km². Општина се простире на површини од 4,32 km². Налази се на средњој надморској висини од 145 метара (максималној 178 m, а минималној 137 m).

## Демографија
| 1962. | 1968. | 1975. | 1982. | 1990. | 1999. | 2011. |
| ----- | ----- | ----- | ----- | ----- | ----- | ----- |
| 542   | 570   | 560   | 563   | 528   | 590   | 666   |

График промене броја становника у току последњих година